# Richard Benjamin Turkson
Richard Benjamin Turkson fue un diplomático ghanés.
- Del 1 de abril de 1990 a noviembre de 1993 fue director de la Oficina Regional para África de la Federación Internacional de Planificación Familiar.
- De noviembre de 1993 a julio de 1995 fue reasignado al puesto de nueva creación de la IPPF Consultor Legal (África).
- Había sido decano de la Facultad de Derecho de la Universidad de Ghana, Legon; Profesor invitado de la Facultad de Derecho de la Universidad de Temple, Filadelfia, EE. UU.
- Fue secretario del Commonwealth de expertos técnicos adscrita al Departamento de Derecho de la Universidad de Mauricio, Reduit, Mauricio
- Fue miembro del Consejo Legal General, el órgano oficial encargado de la función de regular la profesión de abogado en Ghana.
- Fue Presidente Nacional, Asociación de Planificación Familiar de Ghana.
- De 1998 a 2000 llevó la delegación ghanesa a las reuniones de la Junta Ejecutiva del Fondo de Población de las Naciones Unidas
- En el 2000 Population and Housing Census fue miembro del Comité Nacional de censo Técnico Consultivo.
- De 2002 a 2003 llevó la delegación ghanesa a las reuniones de la Comisión de las Naciones Unidas sobre Población y Desarrollo.
- participó de las delegaciones ghanesa en el Foro de La Haya (1999); la CIPD + 5 (Nueva York, 1999); la Sesión Especial de la Asamblea General de Naciones Unidas sobre el VIH / SIDA (2001), y de la CIPD + 10 (Nueva York, 2004).
- De 2002 a 2003 fue Vicepresidente y Relator de la 35ª Sesión de la Comisión de las Naciones Unidas sobre la Población y el Desarrollo.
- De 23 de noviembre de 2009 al 23 de noviembre de 2011 fue Alto Comisionado en Ottawa (Canadá).[1]